# Olsenbanden och Dynamit-Harry på spåret
Olsenbanden och Dynamit-Harry på spåret är en norsk film från 1977 regisserad av Knut Bohwim. Filmen är den åttonde i serien om Olsenbanden.

## Handling
Ligan är i Spanien med 90 miljoner kronor, men den danska boven som går under namnet "Biffen" stjäl pengarna. Egon tror att pengarna ligger i ett kassaskåp hos Biffens uppdragsgivare, men blir upptäckt och hamnar bakom lås och bom.
När han kommer ut är planen att få tillbaka de stulna pengarna, som har kommit till Norge och blivit omgjorda till guldtackor som ligger i en pansarvagn av märket Franz-Jäger.

## Om filmen
Filmen är en norsk version av den danska filmen Olsen-banden på sporet från 1975.

## Rollista
- Arve Opsahl - Egon Olsen
- Carsten Byhring - Kjell Jensen
- Sverre Holm - Benny Fransen
- Aud Schønemann - Valborg
- Harald Heide-Steen Jr. - Dynamit-Harry
- Sverre Wilberg - Hermansen
- Øivind Blunck - kriminalkonstapel Holm
- Ove Verner Hansen - Biffen